# Luciana Littizzetto
Luciana Littizzetto, née le 29 octobre 1964 à Turin, est une humoriste et actrice italienne
Connue en Italie pour son humour irrévérencieux et volontiers scatologique, Luciana Littizzetto a également animé de nombreuses émissions télévisées.

## Biographie
Luciana Littizzetto a grandi dans le quartier San Donato à Turin, où sa famille possédait une boutique de lait et fromage.
En 1984, elle se diplôme à l'école de musique de Turin, puis elle obtient une laurea à la Faculté des lettres et sciences Humaines de l'Université de Turin. Elle a également fréquenté l'école de comédiens à Moncalieri, près de Turin.
Elle travaille brièvement comme institutrice en continuant à se produire dans des salles à Turin et sa province. Par la suite, Luciana Littizzetto travaille comme actrice de doublage. Ses apparitions à la télévision sur  Maurizio Costanzo Show lui ont permis d'abandonner sa carrière d'enseignante pour se concentrer sur le métier d'artiste de cabaret.
En 1993, elle fait partie de la distribution de l'émission de télévision Cielito Lindo. Par la suite, elle fait ses débuts au hit-parade sur Rai Radio 2.
Pendant les années 1990, elle a travaillé principalement pour Mediaset, débutant dans le spectacle de cabaret Zelig.
Luciana Littizzetto s'est produite sur scène, à la télévision et au cinéma et a également signé une quinzaine de livres humoristiques à succès.
Dans les années 2010, elle tient une rubrique consacrée à la satire sociale et politique dans l'émission Che tempo che fa, présentée par Fabio Fazio. Elle s'est également engagée hors du terrain de l'humour, notamment en militant pour un projet de loi en Italie pour protéger les femmes contre le  harcèlement sexuel.
En 2015, Fabio Fazio et Luciana Littizzetto ont prêté leurs voix à la version italienne du film les Minions.
En 2007, Luciana Littizzetto a été honorée par le Président de la République italienne, Giorgio Napolitano, avec le Prix De Sica , décerné pour les réalisations culturelles et de divertissement et en 2013 et 2014, récompensée par le prix de la meilleure artiste féminine à la télévision italienne.
En 2013, elle a co-organisé avec Fabio Fazio le Festival de Sanremo, et recommencé en 2014, avec une part d'audience moyenne de 39 %. Elle a été néanmoins critiquée pour sa prestation payée 700 000 euros.
En 2015, Litizzetto est membre du jury pour la sixième série Italia's Got Talent , diffusée en Italie par Sky Uno.

## Vie privée
Luciana Littizzetto se décrit comme amoureuse des animaux. Elle a publiquement soutenu les droits des homosexuels en Italie. Avec son petit ami Davide Graziano, elle a adopté deux enfants.

## Filmographie partielle
- 1996 : Tutti giù per terra, de Davide Ferrario
- 1997 : Tre uomini e una gamba, d'Aldo Giovanni et Giacomo
- 1999 :
  - E allora mambo!, de Lucio Pellegrini
  - Svitati, d'Ezio Greggio
  - La grande prugna, de Claudio Malaponti
- 2000 :
  - Tandem, de Lucio Pellegrini
  - Ravanello pallido, de Gianni Costantino
  - Tutti gli uomini del deficiente
- 2004 : Se devo essere sincera, de Davide Ferrario
- 2005 : Leçons d'amour à l'italienne (Manuale d'amore), de Giovanni Veronesi
- 2006 : Cover Boy - L'ultima rivoluzione, de Carmine Amoroso
- 2008 : Pinocchio, un cœur de bois (Pinocchio), d'Alberto Sironi
- 2009 : Tutta colpa di Giuda, de Davide Ferrario
- 2010 : 
  - Genitori & figli - Agitare bene prima dell'uso, de Giovanni Veronesi
  - Matrimoni e altri disastri, de Nina Di Majo
- 2011 :
  - Fuoriclasse, de Riccardo Donna
  - Garçons contre filles (Maschi contro femmine), de Fausto Brizzi
  - Il giorno in più, de Massimo Venier
- 2012 : E nata una star?, de Lucio Pellegrini
- 2013 : Aspirante vedovo, de Massimo Venier

## Publications
- 1999 : Minchia Sabbry!, éditeur Baldini e Castoldi,
- 2000 : Ti amo bastardo, Zelig,
- 2001 : 
  - Un attimo, sono nuda avec Roberta Corradin, éditeur Piemme,
  - Sola come un gambo di sedano, Mondadori,
- 2002 : La principessa sul pisello, Mondadori,
- 2004 : Col cavolo, Mondadori,
- 2006 : Rivergination, Mondadori,
- 2007 : Che Litti Che Fazio, (DVD) Mondadori,
- 2008 : La Jolanda furiosa, Mondadori,
- 2009 : Che Litti Che Fazio 2, (DVD) Mondadori
- 2011 : Educazione di una fanciulla, avec Franca Valeri, Einaudi
- 2012 : Madama Sbatterflay, Mondadori